# Katrin Garfoot
Katrin Garfoot, née le 8 octobre 1981 à Eggenfelden en Allemagne est une coureuse cycliste australienne, membre de l'équipe Orica-AIS jusqu’à la fin de sa carrière en 2017. Elle a notamment été médaillée de bronze du contre-la-montre aux Jeux du Commonwealth de 2014 et aux championnats du monde 2016.

## Biographie
Née en Allemagne, elle grandit à Munich. Elle pratique l'heptathlon dans sa jeunesse. Elle étude la biologie et le sport et devient enseignante. Elle part en Nouvelle-Zélande à l'âge de 25 ans. Elle rencontre son mari sur la Gold Coast en 2006. Elle le rejoint en Australie deux ans plus tard et commence le VTT afin de l'accompagner dans ses sorties. Elle fait de la compétition à partir de 2012. Elle obtient la nationalité australienne en octobre 2013. Quatre semaines plus tard, elle est nommée cycliste de l'année du  Queensland. En 2014, elle abandonne sa nationalité allemande afin de pouvoir concourir aux Jeux du Commonwealth. Elle s'y empare de la médaille de bronze du contre-la-montre,.

### 2015
En février, Katrin Garfoot montre une bonne forme en devenant Championne d'Océanie du contre-la-montre puis en remportant la troisième étape du Tour de Nouvelle-Zélande. Au Trofeo Alfredo Binda-Comune di Cittiglio, Katrin Garfoot attaque en haut de la première difficulté et reste seule en tête jusqu'au deuxième tour de circuit. Au Festival luxembourgeois du cyclisme féminin Elsy Jacobs, Katrin Garfoot  se classe huitième du contre-la-montre inaugural et termine l'épreuve à la septième place du classement général,. Sur l'Emakumeen Bira qui suit, Katrin Garfoot termine deuxième du prologue une seconde derrière Annemiek van Vleuten.  Sur la troisième étape, elle s'échappe avec Elena Cecchini et Chantal Blaak et finit troisième,.
En juillet, elle est quatrième du contre-la-montre du Tour d'Italie derrière Anna van der Breggen, Megan Guarnier et Ashleigh Moolman. En septembre, à l'Holland Ladies Tour, Katrin Garfoot est sixième du contre-la-montre individuel de la quatrième étape. Elle participe aux contre-la-montre individuel des championnats du monde. Elle y réalise le quatrième temps alors qu'elle ne fait pas partie des favorites.

### 2016
Sur la deuxième étape du Tour du Qatar, elle prend l'échappée de vingt-cinq coureuses. À trois kilomètres de la ligne, elle s'échappe avec Romy Kasper, Amy Pieters et Trixi Worrack. Elle prend son relais et remarque que les autres ont laissé un trou. Elle décide donc de partir seule et obtient ainsi la victoire. Les poursuivantes arrivent près d'une minute après les quatre coureuses. Katrin Garfroot prend donc la tête du classement général. Le lendemain, une bordure se déclenche dès le premier kilomètre sans Katrin Garfoot. Finalement Katrin Garfoot est quatrième du classement général.
Le 12 juillet, elle apprend sa sélection pour le contre-la-montre et la course en ligne des Jeux olympiques de Rio.
Au championnat du monde de contre-la-montre, Katrin Garfoot est quatrième de chaque intermédiaire mais parvient à accélérer dans le final pour obtenir une médaille de bronze.

### 2017
Katrin Garfoot réitère sa performance de l'année précédente sur le contre-la-montre national australien et conserve donc son titre. Sur l'épreuve en ligne, elle s'échappe avec Lucy Kennedy et Amanda Spratt dans le final. Amanda Spratt place ensuite une accélération qui permet d'éliminer Lucy Kennedy. Les deux coéquipières se jouent la victoire au sprint et Katrin Garfoot l'emporte, réalisant ainsi le doublet. Elle se montre très active durant les classiques avec des attaques lors des Strade Bianche, du Trofeo Alfredo Binda-Comune di Cittiglio et à Gand-Wevelgem.
Sur l'Emakumeen Euskal Bira, sur la troisième étape, dans la Cota de Udana, Katrin Garfoot attaque et s'impose seule et prend la tête du classement général. La quatrième étape mène au Sanctuaire de San Migel d'Aralar. Elle y perd six secondes sur ses concurrentes. Sur l'ultime étape, Ashleigh Moolman, alors quatrième du classement général, attaque dans l'Alto de Jaizkibel. Annemiek van Vleuten part à sa poursuite avec Eider Merino. Katrin Garfoot en fait de même plus loin. Elle passe la ligne trente-huit secondes après la Sud-Africaine et doit lui laisser le maillot blanc. Elle est finalement troisième du classement général à douze secondes.
Au Tour de Norvège, Katrin Garfoot est troisième du prologue. Au classement général final, elle prend la quatrième place.
Aux championnats du monde du contre-la-montre, Katrin Garfoot est troisième pour la deuxième année consécutive. Sur la course en ligne, dans la dernière montée de Salmon Hill, Katrin Garfoot est à l'offensive et revient sur l'avant. À huit kilomètres de l'arrivée, Chantal Blaak saisit sa chance et attaque. Derrière le groupe ralentit, ce qui permet un retour du peloton dans les derniers hectomètres. Katrin Garfoot a néanmoins lancé son sprint de loin et parvient à couper la ligne en tête,,.

### 2018
En 2018, Katrin Garfoot souhaite effectuer une pause afin de consacrer plus de temps à sa famille. Elle continue à courir mais sur le continent australien. Au Santos Women's Tour, sur la deuxième étape, elle s'impose en haut de la côte de Menglers Hill devant Lucy Kennedy.
Après avoir remporté le titre en contre-la-montre lors des Jeux du Commonwealth, elle annonce en juillet prendre sa retraite.

## Palmarès
- 2013
  -  Championne d'Océanie sur route
- 2014
  - 2e de Gracia Orlova
  -  Médaillée de bronze du contre-la-montre aux Jeux du Commonwealth
  - 3e du Chrono champenois
  - 3e du championnat d'Australie sur route
- 2015
  -  Championne d'Océanie du contre-la-montre
  - 3e étape du Tour de Nouvelle-Zélande
  -  Médaillée de bronze du championnat d'Océanie sur route
  - 4e du championnat du monde du contre-la-montre
- 2016
  -  Championne d'Océanie du contre-la-montre
  -  Championne d'Australie du contre-la-montre
  - Santos Women's Tour :
    - Classement général
    - 1re étape

  - 2e étape du Tour du Qatar
  - Chrono champenois
  - 2e du Festival luxembourgeois du cyclisme féminin Elsy Jacobs
  -  Médaillée de bronze du championnat du monde du contre-la-montre
  - 8e du Grand Prix de Plouay
- 2017
  -  Championne d'Australie sur route
  -  Championne d'Australie du contre-la-montre
  - Emakumeen Euskal Bira :
    - 3e étape
    - 3e du classement général

  -  Médaillée d'argent du championnat du monde sur route
  -  Médaillée de bronze du championnat du monde du contre-la-montre
- 2018
  -  Médaillée d'or du contre-la-montre aux Jeux du Commonwealth
  -  Championne d'Australie du contre-la-montre
  - 2e étape du Santos Women's Tour
  - 3e du Santos Women's Tour

## Classements mondiaux
| Année                                 | 2014 | 2015 | 2016 | 2017 | 2018 |
| ------------------------------------- | ---- | ---- | ---- | ---- | ---- |
| Classement UCI                        | 47e  | 27e  | 17e  | 15e  | 113e |
| UCI World Tour                        |      |      | 57e  | 35e  | nc   |
|                                       |      |      |      |      |      |
| Légende : nc = non classéSource : UCI |      |      |      |      |      |